# Unkel (Verbandsgemeinde)
Unkel est une Verbandsgemeinde (collectivité territoriale) de l'arrondissement de Neuwied dans la Rhénanie-Palatinat en Allemagne. Le siège de cette Verbandsgemeinde est dans la ville de Unkel.
La Verbandsgemeinde de Unkel consiste en cette liste d'Ortsgemeinden (municipalités locales) :

Localisation de la Verbandsgemeinde d'Unkel dans l'arrondissement de Neuwied

1. Bruchhausen
2. Erpel
3. Rheinbreitbach
4. Unkel